# Брюс, Уильям Спирс
Уильям Спирс Брюс (1 августа 1867, Лондон — 28 октября 1921, Эдинбург) — шотландский гидробиолог, зоолог, арктический и антарктический исследователь. Организатор и руководитель Шотландской национальной антарктической экспедиции (1902-04) к Южным Оркнейским островам и морю Уэддела. Кроме других достижений, экспедиция учредила первую постоянную метеостанцию в Антарктике. Позже Брюс основал Шотландскую океанографическую лабораторию, но его планы трансконтинентального Антарктического перехода через Южный полюс были заброшены по причине отсутствия достаточной публичной и финансовой поддержки.
В 1892 году Брюс бросает учёбу медицине в Эдинбургском университете и присоединяется к Китобойной экспедиции Данди в Антарктику в качестве научного помощника. За этим последовали плавания к Новой Земле, Шпицбергену и Земле Франца-Иосифа. 

## Ранняя жизнь

### Дом и школа
Уильям Спирс Брюс родился в Лондоне. Он был четвёртым ребёнком Сэмюэля Нобля Брюса, шотландского хирурга, и его валлийской жены Мэри (урождённая Ллойд). Уильям провёл своё раннее детство в семейном лондонском доме по адресу 18 Royal Crescent, Холланд Парк, под опекой своего дедушки.
В 1879 12-летний Уильям был послан на обучение в прогрессивную школу-интернат Norfolk County School, которая находится в деревне Северный Эльмхам в Норфолке. Он оставался там до 1885, а затем провёл два года в University College School в Хампстеде, готовясь к вступительному экзамену (?), который позволил бы принять его в медицинскую школу при Университетском колледже Лондона (UCL). Он сдал на его третьей попытки, и был готов начать своё медицинское образование с осени 1887 года.

### Эдинбург
Летом 1887 года Брюс принял решение, которое изменило судьбу его дальнейшей карьеры: он совершил поездку на север в Эдинбург, где посетил шестинедельные курсы об естественных науках. Эти курсы под руководством Патрика Геддеса и Джона Артура Томсона в недавно созданной шотландской морской станции в Грантоне в заливе Ферт-оф-Форт включали разделы по ботанике и практической зоологии. Опыт, полученный в Грантоне, и контакт с некоторыми из самых выдающихся тогдашних естествоиспытателей убедил Брюса остаться в Шотландии. Он отказался от своего места в UCL и поступил вместо этого медицинской школе при университете Эдинбурга. Это позволило ему поддерживать контакт с наставниками, такими как Геддес и Томсон, а также дало ему возможность работать в свободное время в Эдинбургских лабораториях, где исследовались и классифицировались образцы, привезённые из экспедиции «Челленджера». Здесь он работал под началом доктора Джона Мюррея и его помощника Джона Янга Бьюкенена и приобрёл более глубокое понимание океанографии и бесценный опыт в основах научных исследований.

## Ранние путешествия

### Китобойная экспедиция Данди

Соотношение размеров типичного южного гладкого кита и человека

Китобойная экспедиция Данди (1892—93) должна была исследовать возможность коммерческой охоты на китов в море Уэддела и определить местонахождение китов в этом регионе. На четырёх китобойных судах, участвовавших в экспедиции — Balaena, Active, Diana и Polar Star — должны были проводиться научные и океанографические исследования. Брюс был рекомендован экспедиции Хью Робертом Миллом, его знакомцем по Грантону, занимавшим тогда пост библиотекаря Королевского географического общества в Лондоне. Хотя это прервало его обучение медицине, Брюс, не колеблясь, приступил к исполнению своих обязанностей на корабле Balaena , которым руководил капитан Александр Фервезер (Fairweather). Четыре корабля экспедиции отплыли из шотландского порта Dundee 6 сентября 1892.
Эта относительно короткая экспедиция (Брюс вернулся в Шотландию уже в мае 1893) потерпела неудачу в своей основной цели и дала весьма ограниченные возможности для научных исследований. Киты не были обнаружены. Чтобы скомпенсировать финансовые потери экспедиции, было приказано начать массовое убийство тюленей для добычи шкур, масла и жира. Брюс считал это мерзостью, тем более, что он должен был принять в этом участие. Научный результат экспедиции был, по словам Брюса, «жалким представлением».  В письме Королевскому географическому обществу он писал: «В основном, поведение капитана Фервезера было весьма неблагоприятным для научной работы». Брюсу был запрещён доступ к картам, и поэтому он не мог точно определить местонахождение исследованных явлений. Его также часто обязывали работать «в лодках» (т.е. баркасах, спускаемых с китобойного судна для охоты на китов и других морских животных), хотя он должен был выполнять метеорологические и другого рода исследования. Ему не выделили помещение для подготовки образцов, и многие из них были утрачены из-за неосторожного обращения экипажа. Тем не менее, письмо в Королевское географическое общество (RGS, Royal Geographical Society) оканчивается так: «Я должен поблагодарить Общество за помощь в том, что, несмотря на все недостатки, я получил ценнейший опыт». В более позднем письме Миллю он говорит, что хочет снова отправиться на юг, добавляя: «the taste I have had has made me ravenous».
Через несколько месяцев он предложит проект новой научной экспедиции к Южной Георгии, но RGS отвергнет его. В начале 1896т года он рассматривал вариант совместной работы с норвежцами Хенриком Буллем (Henryk Bull) и Карстеном Борхгревинком (Carsten Borchgrevink) с целью достичь южного магнитного полюса. Однако это тоже не было выполнено.

### Экспедиция Джексона — Хармсворта
С сентября 1895 до июня 1896 Брюс работал на метеостанции на вершине горы Бен-Невис, где он совершенствовал знание научных процедур и метеорологических инструментов. В июне 1896, снова по рекомендации Милля, он покинул этот пост и присоединился к арктической экспедиции Джексона — Хармсворта, которая к тому времени уже три года исследовала Землю Франца-Иосифа. Эта экспедиция, возглавляемая Фредериком Джорджем Джексоном и финансируемая газетным магнатом Альфредом Хармсвортом и Королевским географическим обществом, покинула Лондон в 1894 и предприняла точное исследование архипелага Земля Франца-Иосифа, который был открыт австрийской экспедицией Пайера за 20 лет до того, но неточно нанесён на карту. Экспедиция базировалась на мысе Флора острова Нортбрук (самого южного острова архипелага). Она бесперебойно получала снабжение кораблём Windward, в котором Брюс отбыл из Лондона 9 июня 1896.

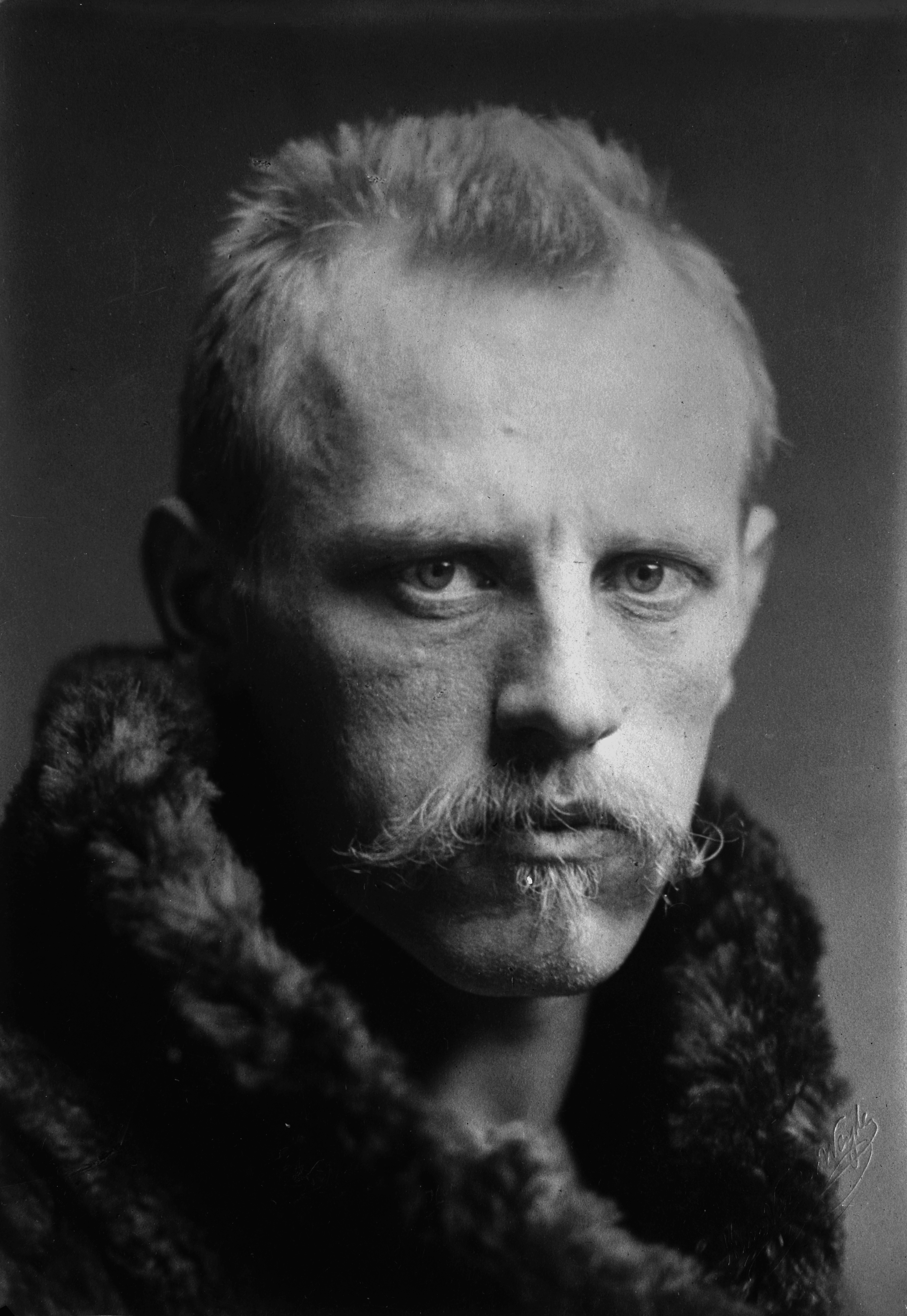
Фритьоф Нансен

25 июля Windward прибыл к мысу Флора, где Брюс неожиданно встретил, кроме экспедиции Джексона, Фритьофа Нансена и его спутника Ялмара Йохансена. Два норвежца более года провели на льду — шли на юг и зимовали в землянке на скалистом острове — после того, как покинули Фрам, стремясь достичь Северного полюса. Это была невероятная удача — найти единственное обитаемое место среди тысяч квадратных километров арктических пустынь. В письме Миллю Брюс упоминает свою встречу с Нансеном. Этот новый знакомый позже станет ценнейшим другом и советчиком.
В течение года, проведённого на мысе Флора, Брюс поучаствовал в съёмке западной части архипелага, исследовал фауну островов, в сложных условиях собрал приблизительно 700 зоологических образцов. По словам Джексона, «нет ничего приятного в такой работе — барахтаться в ледяной воде или тащиться летом по снегу и грязи многие мили в поисках животных, — что мистер Брюс часто и делал». В честь Брюса Джексон назвал мыс на северной окраине острова Нортбрук на 80°55’N. Джексон, однако, был недоволен отношением Брюса к своим научным образцам, которые тот отказался доверить Британскому музею вместе с другими находками экспедиции.
Эта «тенденция к научному тщеславию», а также отсутствие такта в межличностных отношениях были ранними проявлениями недостатков характера Брюса, за что впоследствии его часто упрекали.

### Арктические плавания

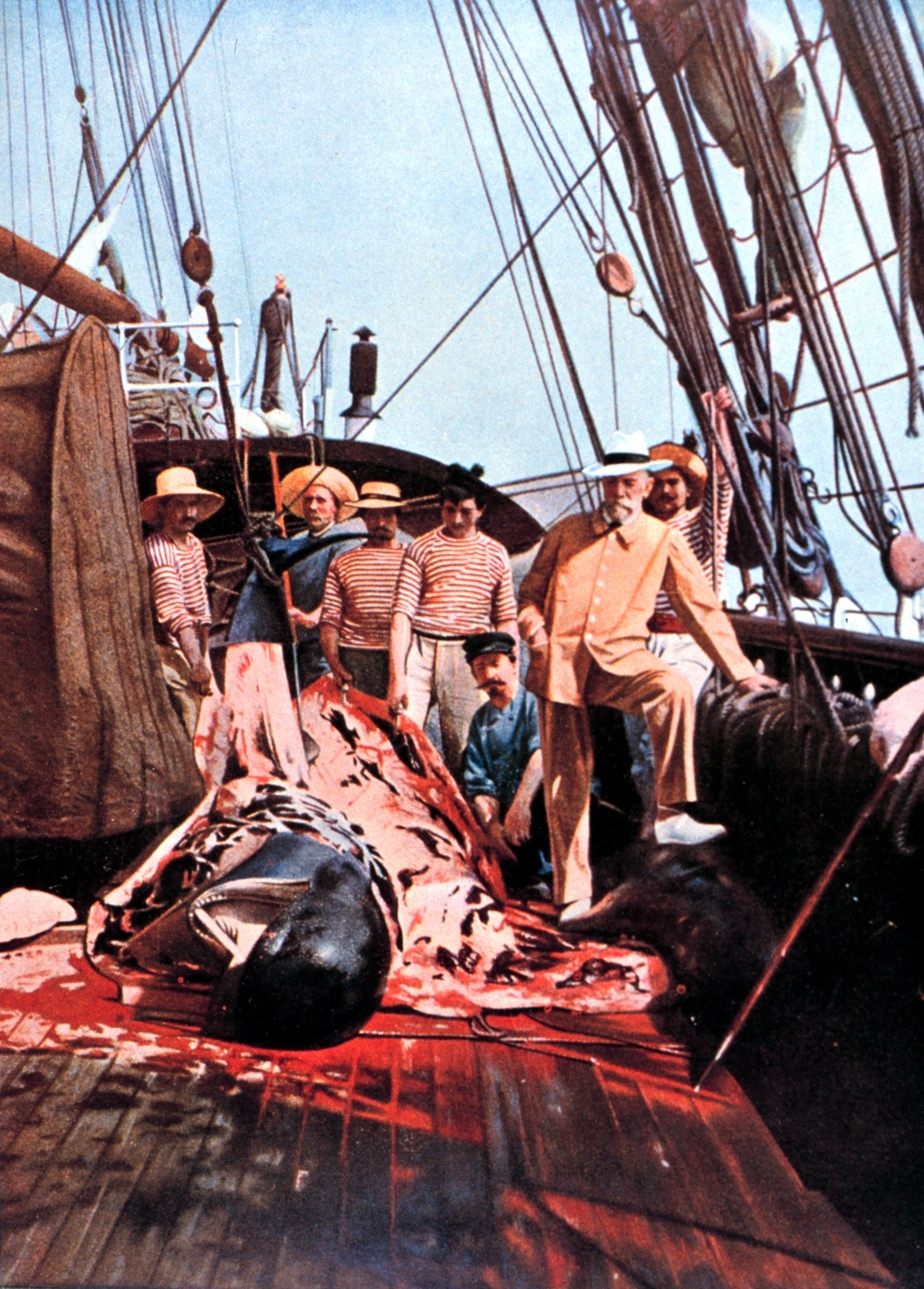
Князь Монако Альбер I на корабле Princesse Alice возле расчленённого кита

По возвращении с земли Франца-Иосифа Брюс поработал в Эдинбурге в качестве помощника своего бывшего наставника Джона Артура Томсона, а затем вновь приступил к работе на Бен-Невис. В марте 1898 он получил предложение присоединиться к охотничьему рейду майора Эндрю Котса в арктических водах вокруг Новой Земли и Шпицбергена на частной яхте Бленкатра. Первоначально это было предложено Миллю, который был занят в Королевском географическом обществе и в очередной раз предложил Брюса в качестве замены. Эндрю Котс был членом семьи Котсов, династии производителей ткани, которые основали обсерваторию Котс в Пейсли. Дружба Брюса с ними дала ему выгоду позже, когда Котсы вложились в финансирование Шотландской национальной арктической экспедиции. Брюс взошёл на палубу Бленкатры в норвежском городе Тромсё в мае 1898. Экспедиция прошла и исследовала Баренцево море, Новую Землю и остров Колгуев, потом вернулась к порту Вардё на северо-востоке Норвегии для пополнения запасов перед плаванием к Шпицбергену. В письме Миллю Брюс сообщает: «Это безупречный круиз, и жизнь здесь роскошная». Но он не прекращает свои научные наблюдения: «Каждые четыре часа я проводил метеорологические исследования, мерил температуру морской поверхности […] измерял солёность воды ареометром Бьюкенена; неводы […] запускаю почти безостановочно» 
Бленкатра отплыла к Шпицбергену, но была остановлена льдами и потому вернулась в Тромсё. Здесь она столкнулась с научно-исследовательским судном «Принцесса Алиса», специально построенным для князя Монако Альбера I, ведущего океанолога. Брюс был в восторге, когда князь пригласил его присоединиться к гидрографическим исследованиям океанических вод вокруг Шпицбергена. Корабль дошёл до западного побережья главного острова Шпицбергена, посетив по пути острова Adventfjorden и Смеренбург. На последних этапах экспедиции Брюс отвечал за все научные исследования.
Следующим летом Брюс был снова приглашён принцем Альбером на океанографический круиз к Шпицбергену. В районе Raudfjorden’а , на широте 80°N, Брюс поднялся на самый высокий пик, который князь назвал «Бен-Невис» в его честь. Когда «Принцесса Алиса» села на мель и застряла, принц Альбер поручил Брюсу приступить к подготовке зимнего лагеря, на случай, если не удастся освободить корабль. К счастью, это удалось, и корабль смог вернуться в Тромсё для ремонта.

## Женитьба и семейная жизнь
Неизвестно, как Брюс работал после возвращения со Шпицбергена осенью 1899. За всю свою жизнь он лишь изредка находился на постоянной должности, и по большей части полагался на меценатов или влиятельных знакомых, чтобы найти временную должность. Начиная с 1901, он, по-видимому, почувствовал себя достаточно уверенным, чтобы жениться. Его невестой была Jessie Mackenzie, которая прежде работала медсестрой в лондонской приёмной Сэмюэля Брюса. Из-за чрезвычайно скрытого характера Брюса (даже по отношению к близким друзьям и коллегам) точная информация о свадьбе (дата, место и т. п.) не была записана его биографами.
Брюсы обосновались в прибрежном эдинбургском пригороде Портбелл. Они впоследствии много раз переезжали, но в целом оставались в том же районе. Их сын Eillium Alastair родился в апреле 1902, а дочь Sheila Mackenzie родилась примерно через семь лет. В течение этого времени Брюс основал шотландский лыжный клуб и стал его первым президентом. Он также был одним из основателей Эдинбургского зоопарка.
Исследовательская жизнь Брюса, его ненадёжные источники дохода и частые длительные отсутствия — всё это стало серьёзной напряжённости в браке, отношения между ними совершенно охладились около 1916. Тем не менее, они продолжали жить в одном доме до самой смерти Брюса. Eillium стал офицером торгового флота, в конечном итоге капитаном научно-исследовательского рыбохозяйственного судна, которое, по случайности, тоже носило название Skotia.

## Шотландская национальная антарктическая экспедиция

### Ссора с Маркэмом

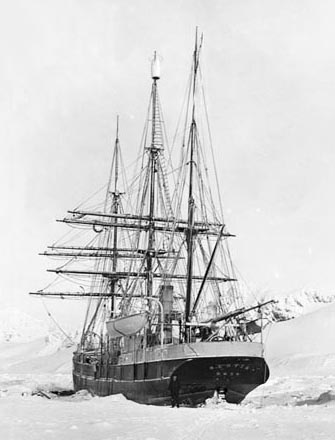
Скотия, стоящая на якоре рядом с островом Лори (Южные Оркнейские острова), 1903

15 марта 1899 Брюс написал письмо Сэру Клементу Маркэму, президенту Королевского географического общества, в котором предложил себя в качестве научного сотрудника в Британской национальной антарктической экспедиции, которая тогда была на ранних этапах планирования. Ответом Маркэма было лишь однострочное уклончивое подтверждение получения кандидатуры, и Брюс не получил ничего другого в течение года. Позже ему косвенно советовали снова предложить кандидатуру на пост научного ассистента. 21 марта 1900, Брюс напомнил Маркэму о своём обращении годом ранее и перешёл к раскрытию своих текущих намерений: «У меня есть надежда собрать достаточный капитал, чтобы мы могли бы взять в экспедицию второй корабль». Несколько дней спустя в другом письме он сообщает, что уже уверен в финансировании второго корабля. Он в первый раз открыто намекает на «шотландскую экспедицию». Это обеспокоило Маркэма, который ответил с некоторым гневом: «Такое поведение будет пагубным для экспедиции […] Второй корабль совершенно не требуется […] Не знаю, почему началось это озорное соперничество». Брюс ответил по возвращении, отрицая соперничество и спрашивая: «Если мои друзья готовы дать мне денег, чтобы осуществить мои планы, я не вижу, почему я не должен принимать их помощь […] Многие люди утверждают, что второй корабль очень желателен». Не успокоившись, Маркэм написал в ответ: «Делая всё возможное, чтобы вас назначили (на пост в национальной антарктической экспедиции), я имел право предполагать, что вы бы не пошли на такой шаг […], по крайней мере не посоветовавшись со мной». Он продолжал: «Вы навредите национальной экспедиции […], пытаясь выполнить свой план».
Брюс ответил формально, сказав, что средства, собранные в Шотландии, не пошли бы на другие научные проекты. Переписка прервалась; позже Маркэм послал короткую примирительную записку в феврале 1901 года, которая гласила: «Теперь я могу смотреть на вещи с вашей точки зрения и желаю вам успехов». Эти настроения, однако, не прослеживаются в последующем отношении Маркхама к шотландской экспедиции.

### Путешествие «Скотии»
Благодаря финансовой поддержке семьи Котсов Брюс приобрёл норвежское китобойное судно Гекла (Hekla), которое он превратил в полностью экипированное исследовательское судно и назвал Скотия. Затем он собрал команду и группу учёных полностью шотландского происхождения. Скотия вышла из Труна 2 ноября 1902 года и направилась на юг, по направлению к Антарктике. Брюс намеревался установить зимнюю базу где-нибудь в квадранте моря Уэддела, «как возможно ближе к Южному полюсу». 22 февраля 1903 корабль достиг широты 70°25 S, но не смог пройти южнее из-за льда. Скотия вернулась к острову Лори в Южных Оркнейских островах, где экспедиция перезимовала. Там была создана метеостанция, названная Omond House.
В ноябре 1903 Скотия пришла в Буэнос-Айресу для починки и пополнения запасов продовольствия. В Аргентине Брюс путём переговоров заключил соглашение с правительством, согласно которому Omond House стала постоянной метеостанцией под аргентинским контролем. Она была переименована в Orcadas Base и постоянно эксплуатировалась с того времени.
В январе 1904 Скотия снова отправилась на юг, чтобы исследовать море Уэддела. 6 марта была открыта новая земля, часть восточной границы моря. Она была названа Брюсом Землёй Котса в честь главных покровителей экспедиции. 14 марта на широте 74°01′S из-за растущего риска обледенения Скотия повернула на север. Долгое путешествие обратно в Шотландию через Кейптаун было завершено 21 июля 1904.
Эта экспедиция собрала большую коллекцию животных, морских и растительных образцов, а также провела обширные гидрографические и метеорологические наблюдение и магнитную съёмку местности. Сто лет спустя было признано, что работы экспедиции «заложили основы современных исследований изменений климата» и что её экспериментальная работа показала важность этой части земного шара для мирового климата. По словам океанографа Тони Райс, экспедиция Брюса выполнила более комплексную программу, чем любая другая антарктическая экспедиция того времени. Однако его приём в Британии была относительно прохладным, хотя его работа и была высоко оценена некоторыми членами научного сообщества. Брюс с трудом нашёл финансирование для того, чтобы опубликовать свои научные результаты, и обвинил Маркэма в отсутствии национального признания.

## После экспедиции

### Шотландская океанографическая лаборатория

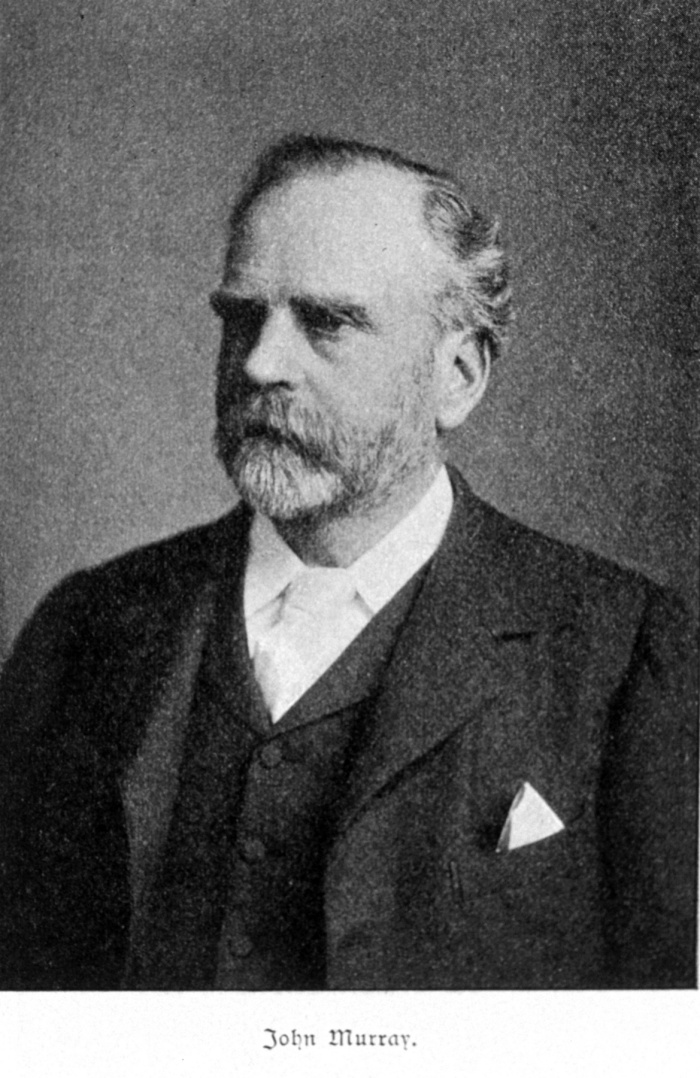
Джон Мюррей

Коллекция многочисленных образцов Брюса, собранная в течение более чем десятилетия антарктических путешествий, всё больше нуждалась в постоянном хранилище. Сам Брюс также нуждался в помещении, в котором он мог бы приготовить детальный научный отчёт Шотландской национальной экспедиции к публикации. Он получил помещение на улице Николсона в Эдинбурге, где открыл лабораторию и музей; так была создана Шотландская океанографическая лаборатория. Брюс хотел, чтобы лаборатория позже превратилась в Шотландский национальный океанографический институт. Лаборатория была официально открыта принцем Альбером I в 1906.
В этом помещении Брюс разместил своё метеорологическое и океанографическое оборудование с целью подготовки к будущим экспедициям. Здесь он также встретился со многими коллегами-исследователями, включая Фритьофа Нансена, Эрнеста Шеклтона и Руаля Амундсена. Его основной задачей оставалась, однако, окончательная подготовка научных отчётов Шотландской экспедиции. Несмотря на долгие отсрочки и огромную стоимость, отчёты постепенно издавались с 1907 по 1920 год, за исключением одного тома — собственного журнала Брюса. Этот том оставался неопубликованным до 1992 года. Брюс поддерживал обширную переписку с экспертами, в том числе с сэром Джозефом Гукером, который ездил в Антарктику вместе с Джеймсом Кларком Россом в 1839-43 и которому Брюс посвятил свою небольшую книгу «Полярные исследования».
В 1914 году началось обсуждение поиска более постоянного хранилища как для коллекции Брюса, так и для образцов и библиотеки экспедиции Челленджера, полученных после смерти в том же году океанографа сэра Джона Мюррея. Брюс предложил создать новый центр как памятник Мюррею. Однако этот проект был отклонён из-за начала Первой мировой войны и не возродился. Шотландская океанографическая лаборатория работала до 1919 года, до тех пор, пока Брюс, уже будучи слаб здоровьем, не закрыл её и не раздал её содержимое в Королевский шотландский музей, Королевское шотландское географическое общество и университет Эдинбурга.

### Дальнейшие планы
17 марта 1910 года Брюс предложил Королевскому шотландскому географическому обществу организовать новую шотландскую экспедицию в Антарктику. Он планировал, что группа участников экспедиции перезимует рядом с Землёй Котса, в то время как другая группа отправилась бы к морю Росса с другой стороны материка. Во второй сезон группа, оставшаяся в Земле Котса, совершила бы пеший переход через континент и через Южный полюс, а корабль в море Росса отошёл бы южнее, чтобы их встретить и помочь. Экспедиция определённо выполнила бы огромную океанографическую и другого рода научную работу. По оценкам Брюса, стоимость такой экспедиции составила бы около £50 000 (приблизительно £3 780 000 по курсу 2011 года).
Это предложение поддержала не только КШГО, но и Королевское общество Эдинбурга, Эдинбургский университет и многие другие шотландские организации. Выбор времени, однако, оказался неудачным: Королевское географическое общество в Лондоне было полностью занято экспедицией Терра-Нова Роберта Фалкона Скотта и не заинтересовалось планами Брюса. Не нашлось богатых жертвователей, поддерживающих экспедицию, а настойчивые просьбы финансовой поддержки у правительства не имели успеха. Брюс снова начал подозревать, что его усилиям препятствовал находящийся в преклонном возрасте, но всё ещё достаточно влиятельный Маркэм. Наконец, признав невозможность этого предприятия, Брюс предложил щедрую поддержку и свои советы Эрнесту Шеклтону, который в 1913 объявил о планах, схожих с планами Брюса — о будущей Имперской трансантарктической экспедиции. Шеклтон не только получил £10 000 от правительства, но ещё и собрал крупные суммы из частных источников, в том числе и £24 000 от шотландского промышленника сэра Джеймса Кэйрда из Данди.
Экспедиция Шеклтона была грандиозным предприятием, но полностью провалилась в отношении своей главной цели — трансконтинентального броска. В 1916, когда экспедиции угрожала опасность, объединённый спасательный комитет не обратился к Брюсу за советами по спасению этой экспедиции. Он писал: «Предполагаю, из-за нахождения к северу от реки Твид они считают меня мёртвым» 

### Шотландский шпицбергенский синдикат

Карта архипелага Шпицберген. Показаны Земля Принца Карла, остров Баренца и остров Эдж

Во время визитов в Шпицберген с князем Альбером в 1898 и 1899 Брюс обнаружил уголь, гипс и даже признаки нефти. Летом 1906 и 1907 он снова вместе в князем совершил поездку на архипелаг с целью исследования и нанесения на карту острова принца Карла, не посещённого во время прежних путешествий. Там Брюс обнаружил многочисленные источники угля и признаки присутствия железа. На основе этого открытия в июле 1909 Брюс основал горнодобывающую компанию — Шотландский шпицбергенский синдикат.
В то время Шпицберген был ничейной землёй — terra nullius в соответствии с международным правом.  Разрешение добывать здесь полезные ископаемые могло быть получено всего лишь регистрацией заявления. Синдикат Брюса подал заявку на остров принца Карла, остров Баренца, Эдж и несколько других. Сумма в £4 000 (вопреки первоначальной цели £6 000) была зарезервирована для финансирования детальной геологоразведочной экспедиции летом 1909 на зафрахтованном судне с полной научной командой. Однако результаты оказались «разочаровывающими», а путешествие истратило почти все средства синдиката.
Брюс оплатил две дополнительные поездки на Шпицберген, в 1912 и 1914 годах, но начавшаяся Первая мировая война помешала дальнейшим исследованиям. В начале 1919 старый синдикат был заменён более крупной и лучше финансируемой компанией. Брюс теперь устремил основные надежды на открытие месторождений нефти, но и научные экспедиции 1919-го 1920-го годов не обнаружили доказательств её присутствия, зато были обнаружены значительные залежи угля и железной руды. После этого Брюс постепенно отошёл от дел. Новая компания потратила бо́льшую часть своего капитала на эти предприятия, и, хотя она продолжала существовать с разными владельцами до 1952 года, особенной выгоды она никогда не приносила. Позже её активы и земельные участки были наконец приобретены конкурентами.